# بل (آشوری)
بل (انگلیسی: Belus) در متون کلاسیک یونانی و لاتین کلاسیک در رابطه با آشور، به یک پادشاه ظاهراً باستانی و اسطوره‌ای تاریخی آشوری اشاره دارد، چنین پادشاهی محتملا همان اشاره به خدای بابلی بل مردوک یا مردوخ از خدایان باستانی تمدن بابل است. بل، به معنای مالک یا سرور و به مفهوم «خداوند» و «استاد»، عنوانی است که به خدایان گوناگون، در کیش‌های میان رودانی گفته می‌شد.